# Bãi biển Mỹ Khê (Quảng Ngãi)
Mỹ Khê là một bãi biển ở Thành phố Quảng Ngãi, Tỉnh Quảng Ngãi, Việt Nam.

## Vị trí
Bãi biển này thuộc thôn Cổ Lũy, xã Tịnh Khê, Thành phố Quảng Ngãi. Nó cách trung tâm thành phố Quảng Ngãi 12 km về phía Đông, nằm bên cạnh sông Kinh. Mỹ Khê nằm trên quốc lộ 24B, cách cảng Dung Quất 16 km và gần cảng Sa Kỳ. Bãi biển này cách khu chứng tích Sơn Mỹ 3 km - nơi xảy ra vụ thảm sát Mỹ Lai đã từng làm chấn động dư luận thế giới.

## Nhận xét
Trương Đăng Quế khi xin về nghỉ hưu đã từng nói: "nhất Huế nhì đây" (theo: Di tích và thắng cảnh Quảng Ngãi, Sở VHTT Quảng Ngãi xuất bản năm 2001).

## Du lịch
- Hiện tại, Công ty Trách nhiệm hữu hạn Ánh Sao và Tập đoàn Dầu khí Quốc gia Việt Nam đang thực hiện dự án khu du lịch biển tại đây.

Ngoài Mỹ Lai còn có Tịnh Thiện, Thành phố Quảng Ngãi, Tỉnh Quảng Ngãi mà nơi có cảch đẹp và khí hậu tốt là xóm Nho Lâm, xóm Nho Lâm nằm giữa núi đồn và núi Bé. Có bến Đá, Cầu Kháng chiến.